# 갈마로 (대전)
갈마로(Galma-ro)는 대전광역시 서구 갈마동 갈마삼거리 에서 가장동 가장교오거리 를 잇는 도로이다.

## 주요 경유지
대전광역시
- 서구 (갈마동 . 괴정동 . 갈마동)

## 노선
| 이름         | 접속 노선              | 소재지     | 소재지 | 소재지 | 비고 |
| ------------ | ---------------------- | ---------- | ------ | ------ | ---- |
| 가장교오거리 | 동서대로 유등로        | 대전광역시 | 서구   | 가장동 |      |
| 가장네거리   | 도산로                 | 대전광역시 | 서구   | 가장동 |      |
| 괴정오거리   | 도솔로                 | 대전광역시 | 서구   | 괴정동 |      |
| (이름없음)   | 대덕대로               | 대전광역시 | 서구   | 괴정동 |      |
| 갈마삼거리   | 국도 제32호선 (계룡로) | 대전광역시 | 서구   | 갈마동 |      |

## 주요 건물 및 시설
- 하나은행 갈마동지점 (갈마로 53/갈마동 362-4)
- 대전광역시 산림조합 (갈마로 59/갈마동 361-4)
- 대전갈마1동우체국 (갈마로 62/갈마동 378-13)
- KT 아이콘스 갈마점 (갈마로 63/갈마동 361-5)
- 아성다이소 대전갈마점 (갈마로 69/갈마동 394-1)
- 교촌치킨 갈마1호점 (갈마로 75/갈마동 394-29)
- BHC치킨 대전갈마점 (갈마로 82/갈마동 379-8)
- 노랑통닭 갈마점 (갈마로 84/갈마동 393-3)
- 이마트24 갈마중앙점 (갈마로 87/갈마동 406-1)
- 세븐일레븐 대전갈마로점 (갈마로 125/갈마동 1478)
- 쉐보레 서구바로서비스 (갈마로 154/괴정동 414-1)
- 세븐일레븐 대전괴정로점 (갈마로 181/괴정동 129-14)
- 홈플러스익스프레스 괴정점 (갈마로 257/괴정동 91-6)
- 파리바게뜨 내동벽산점 (갈마로 262/내동 2)
- GS25 대전맑은아침점 (갈마로 262/내동 5)
- 신협 내동지점 (갈마로 262/내동 5)